# 修道院泵站
修道院泵站（英語：Abbey Pumping Station）位於英國萊斯特，原本為一座泵站，啟用於1891年；1939年安裝了一個沖壓泵，據報導是當時歐洲最大的沖壓泵，1964年泵站停止使用。
1972年，該建築重新開放作為博物館使用，除展示原有的水利設施外（包括四台工作蒸汽動力樑式發動機），還有信息豐富的教育展示（主要是關於水和污水），並擁有運輸、公共衛生、光學、玩具和土木工程等類別的展品。

## 圖片集

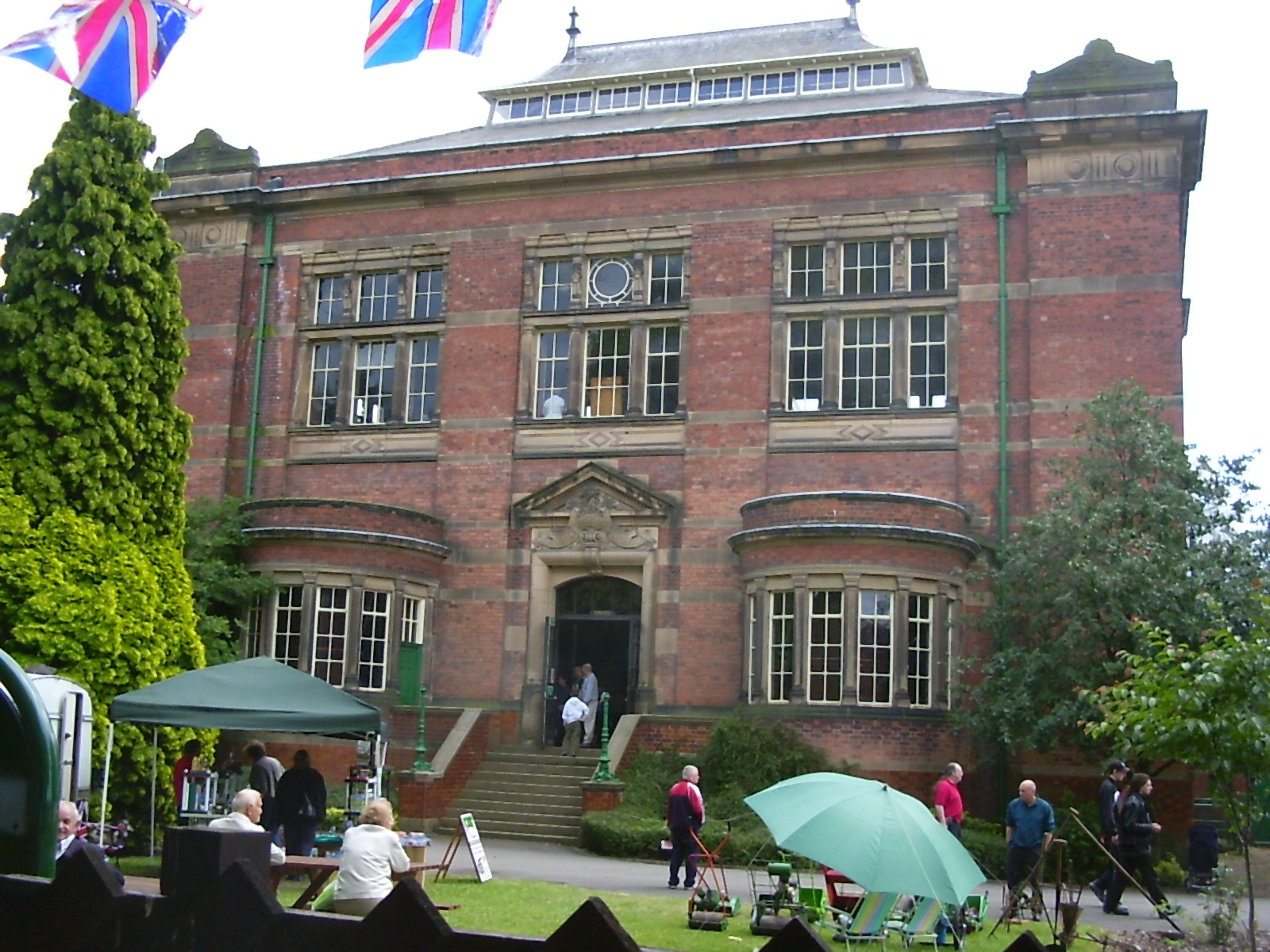
Building viewed from Northeast
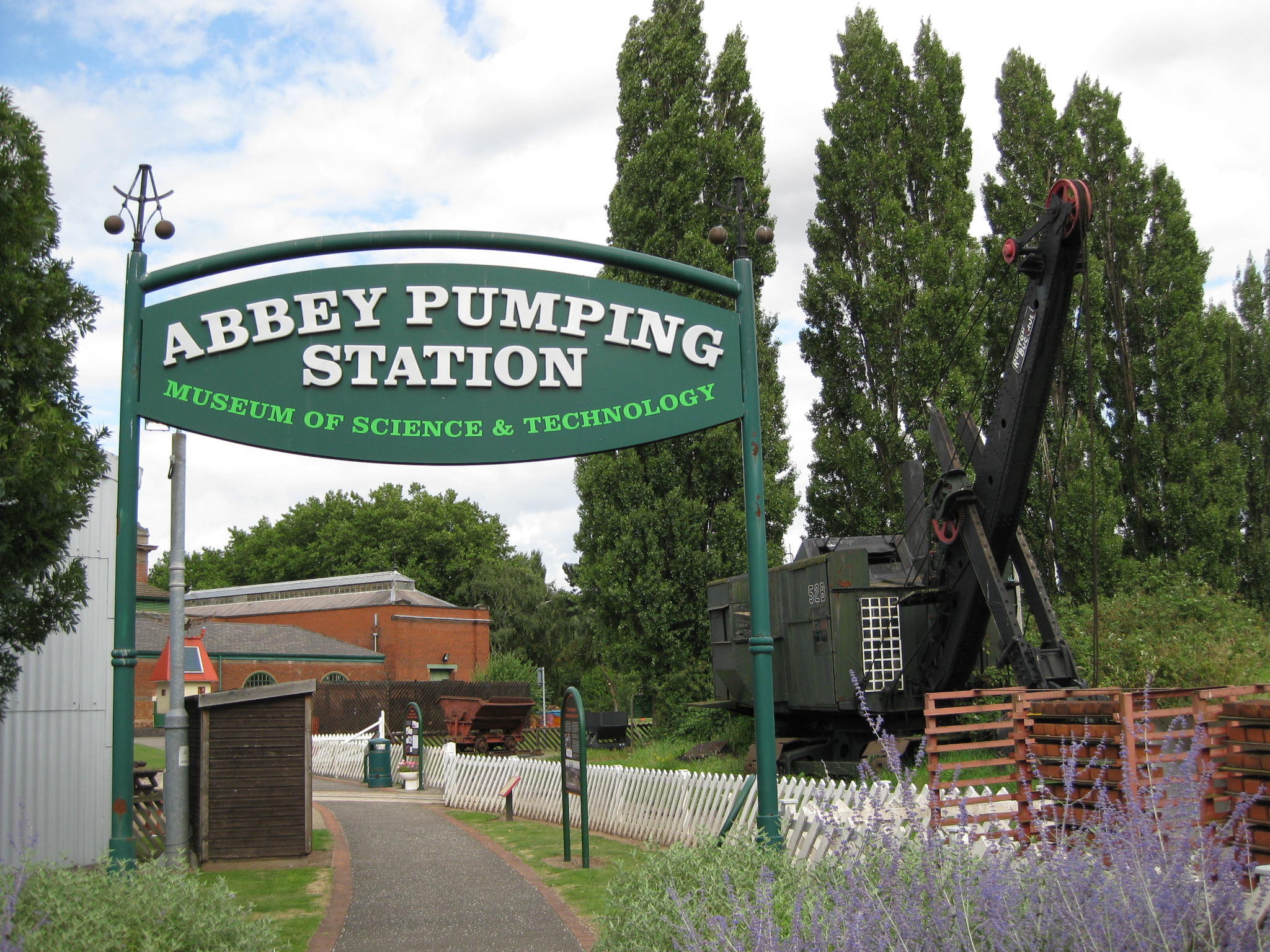
Abbey Pumping Station entrance
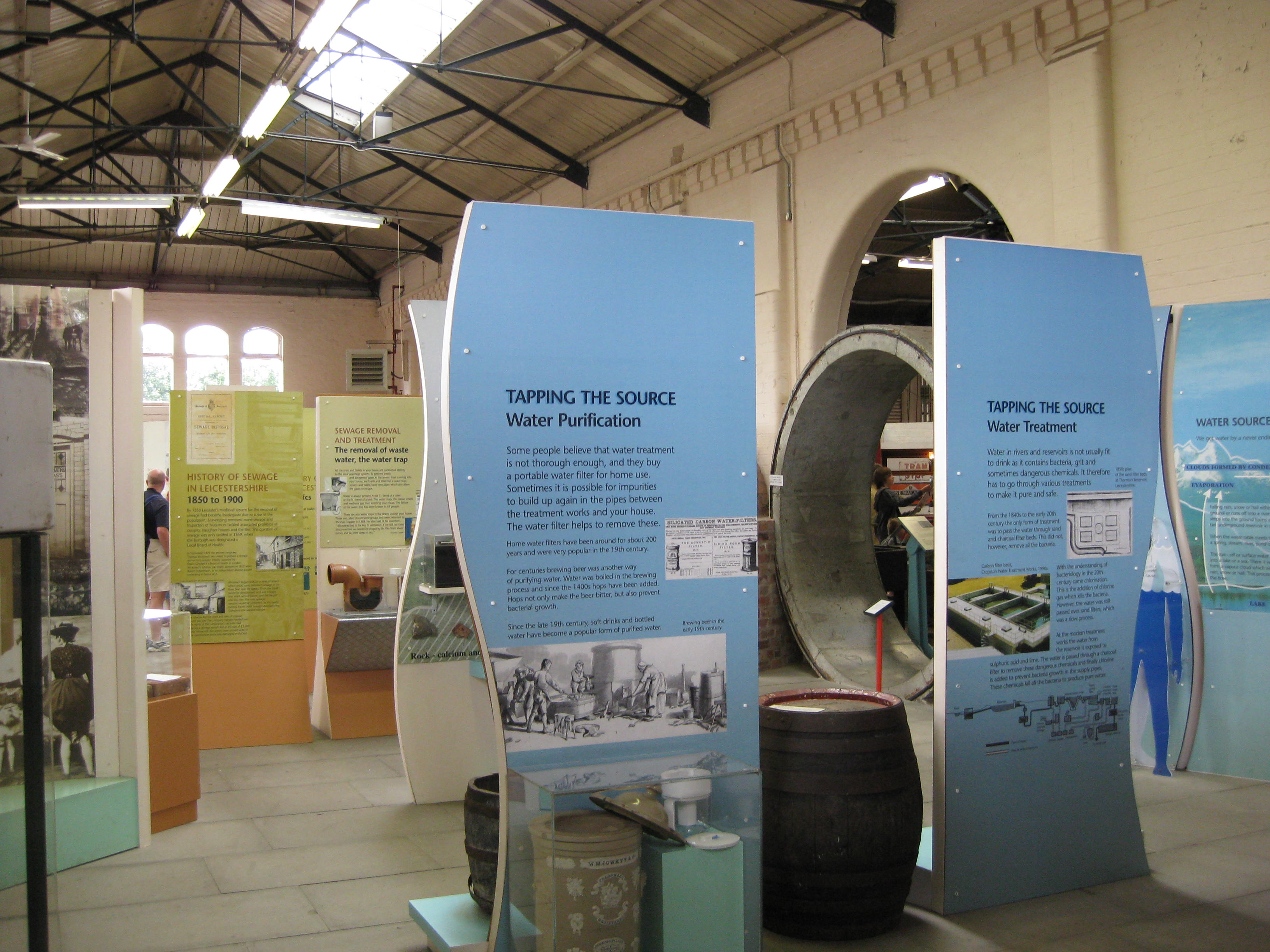
One of the educational displays
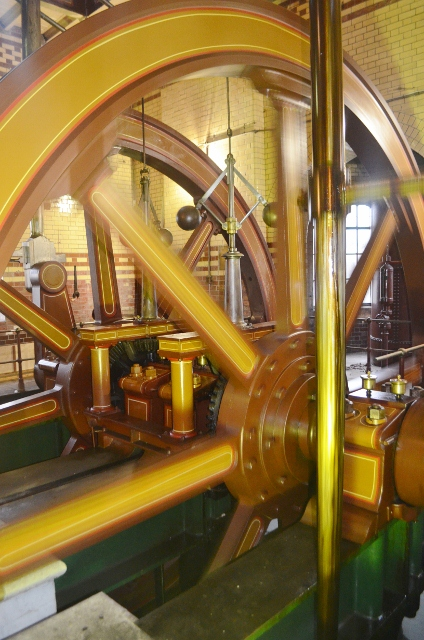
Beam engines